# Ховейда, Амир Аббас
Ами́р Абба́с Хове́йда (перс. امیرعباس هویدا‎) (18 февраля 1919, Тегеран — 7 апреля 1979, там же) — политический и государственный деятель Ирана, премьер-министр во время правления шаха Мохаммеда Резы Пехлеви с 1965 по 1977 год.

## Биография
Родился 18 февраля 1919 года в Тегеране в семье дипломата Хабибуллы Ховейды, посла в Ливане и Саудовской Аравии и Ашраф Молок Сардари. После окончания французской школы в Бейруте в 1938 году продолжил высшее образование сначала в Американском университете в Бейруте, затем в Брюсселе и Лондоне, что позволило ему в дальнейшем свободно говорить по-английски. Затем, после короткого пребывания во Франции, в 1939 году (укороченного дипломатическим конфликтом между шахом Резой Пехлеви и французским правительством), продолжил учебу в Брюссельском свободном университете, который окончил по специальности политология в 1941 году, когда страна находилась в немецкой оккупации.
По возвращении в Иран поступил в Офицерскую академию, где проучился 8 месяцев.
Свой трудовой путь начал в 1942 году в министерстве иностранных дел Ирана, работал в Париже (с 1945 по 1947 год), Бонне (с 1947 по 1950 год), Анкаре (1957 год). В 1950 году был назначен помощником директора отдела по связям с общественностью МИД, затем секретарём министра иностранных дел Абдуллы Энтезама, а через несколько месяцев представителем Ирана в Комитете помощи беженцам Организации Объединённых Наций в Женеве и Нью-Йорке (с 1951 по 1956 год).
В 1958 году избран членом совета директоров Национальной иранской нефтяной компании, затем — управляющий директор НИНК. Внедрял западные методы управления, считался управленцем-новатором, наладил систему обратной связи с рабочими — поощрял жалобы, регулярно обедал в общей столовой, где лично беседовал с коллективом. Выступал за формирование в Иране местного высококвалифицированного рабочего класса — взамен многочисленных иностранных специалистов. Вокруг Ховейды и Хасана Али Мансура группировались люди с прогрессивными взглядами — молодые технократы с западным образованием, вместе с которыми Ховейда и Мансур обсуждали пути экономической реформы. Впоследствии эти элементы составили базу сторонников образованной в 1963 году партии «Иране новин».
С 7 марта 1964 по 1 февраля 1965 года — министр финансов в правительстве Хасана Али Мансура.

## Работа в правительстве
21 января 1965 года премьер-министр шахского Ирана Хасан Али Мансур был убит боевиком организации «Фадаян-э Ислам», и шах Мохаммед Реза Пехлеви предложил возглавить кабинет Ховейде, лично доложившему ему об этом событии. Помимо премьерской должности, Ховейда являлся фактическим лидером (а в последние годы и официально генеральным секретарём) правящей партии «Иране новин» (до 1975 года), в 1975—1976 — генеральным секретарём новой правящей партии «Растахиз». В октябре 1971 года организовывал торжества в Персеполисе, посвященные 2500-летию со дня основания Персидской империи.
В целом новый премьер-министр взял курс на продолжение реформ своего предшественника в рамках «Белой революции». Имел репутацию политика-прагматика, сторонника постепенных реформ существовавшей политической системы (в русле её либерализации). Предпринял попытку создать альтернативный шаху центра власти на базе легальной партии, однако потерпел неудачу. Лично вёл переговоры с представителями иранской интеллигенции, пытаясь наладить сотрудничество режима с ними (окончились неудачей). Выступая за секуляризм, поощрял государственное финансирование исламского духовенства — как идеологической опоры против левых идей.
В то же время не обладал автономией от шаха в той степени, в какой её имели правительства Моссадыка и Амини. Так, попытки Ховейды организовать кампанию по борьбе с коррупцией в высших эшелонах власти провалились, не получив поддержки шаха. На протяжении премьерства Ховейды в Иране формировалась авторитарная система во главе с шахом, хотя формально декларировалась конституционная монархия. Ховейда не мог ничего противопоставить этой тенденции, хотя выказывал своё неудовлетворение ей. Вдобавок ко всему Ховейда как политик не располагал прочной базой — ни в правящей элите (конфликтуя с такими её видными представителями, как министр шахского двора Амир Асадалла Алям и экс-министр иностранных дел Ардешир Захеди), ни в народе, где он был объектом откровенных насмешек (которые разжигались подцензурной прессой, лишённой возможности критиковать действительного правителя страны — шаха Пехлеви). К середине 1970-х годов председатель иранского правительства утратил прежнюю энергичность, с какой он вступал в должность. Для него было характерно адекватное восприятие проблем существовавшего политического режима. В приватных беседах он часто и откровенно критиковал создание шахом узкой когорты приближённых, которые предпочитали не информировать монарха о нарастающем в стране кризисе, а также своё «безвластное» положение. Большинство предложенных им инициатив было остановлено бюрократическими препонами.
Будучи одним из руководителей (а затем и генеральным секретарём) провластной партии «Иране новин», пытался использовать партию для формирования реального альтернативного центра власти в условиях маргинализации правительства, уделял её деятельности большое личное внимание. Мохаммед Реза Пехлеви ответил на это роспуском партии (2 марта 1975 года) и формированием однопартийной системы во главе с партией «Растахиз». Должность её генерального секретаря занял опальный Ховейда, однако он уже не располагал влиянием и 7 августа 1977 года по требованию шаха покинул пост председателя правительства (хотя сам долго противился своей отставке). В своих мемуарах королева Фарах написала, что просить Ховейду покинуть пост премьер-министра было так же болезненно, как «родить ребёнка».
Несмотря на это, экс-премьер всё ещё пользовался расположением шаха и был назначен им министром шахского суда. В этом качестве он оставался одним из доверенных советников шаха. На существовавшую при дворе коррупцию Ховейда, получив уже непосредственную возможность ознакомиться с делами императорского дома, теперь предпочитал не обращать внимания. В январе 1978 года в газете «Кайхан» по указанию шаха была опубликована анонимная статья, заклеймившая лидера исламской оппозиции аятоллу Хомейни как «британского агента» и «лжеца». Реакцией на публикацию стал взрыв общественного недовольства, с которого начались протесты, затем переросшие в исламскую революцию. По некоторой информации, действительным автором памфлета был именно министр двора А. А. Ховейда.
По мере того, как беспорядки нарастали, близкие и друзья Ховейды, а затем и сам шах предлагали ему покинуть страну. Пехлеви даже предложил ему должность посла в Бельгии. Неизменно отказывался от такого рода предложений, надеясь на то, что протесты в конечном счёте будут подавлены. В дни революции стал проявлять былую энергичность, считая необходимым использовать момент для продолжения либеральных реформ. Также он не считал возможным оставить в Иране больную мать. В то же время непопулярный Ховейда был первым кандидатом на роль «козла отпущения», который, как полагали при дворе, был необходим иранскому обществу. 7 ноября 1978 года по совету своего окружения шах отдал приказ об аресте бывшего премьер-министра вместе с ещё 60 чиновниками. Он содержался в Тегеране под домашним арестом и должен был привлечён к суду, на котором шах хотел от него публичного покаяния.
В феврале 1979 года революция свергла шахский режим. После отъезда из страны шаха и бегства саваковской охраны Ховейда сдался новым властям, полагаясь на снисхождение. 7 апреля 1979 года был обвинен в 17 преступлениях. Среди них значились, в частности, «распространение порчи на земле», «война против Бога», «акты подстрекательства к мятежу», «заговор против суверенитета страны путём вмешательства в выборы в меджлис, назначения и увольнения министров по указанию иностранных посольств», «передача иностранцам недр: нефти, меди и урана», «прямое участие в шпионаже в пользу Запада и сионизма». и т. д. и приговорён к смерти Исламским революционным судом под руководством Садека Хальхали. Расстрелян в тот же день. Согласно протоколу вскрытия, он, по-видимому, также был избит незадолго до казни. Через три месяца был похоронен родственниками в безымянной могиле на кладбище Бехеште-Захра.
19 июля 1966 года женился на Лейле Эмами (1932—2018), на свадьбе присутствовала жена шаха — королева Фарах Пехлеви. Развёлся в 1973 году.
Владел персидским, французским, английским, итальянским, немецким и арабским языками. Написал несколько книг на французском и английском языках, большинство из которых переведены на персидский.
Был масоном (с 1960 года). По слухам, исповедовал бахаи (сам Ховейда это отрицал).